# Cleora quirosi
Cleora quirosi là một loài bướm đêm trong họ Geometridae.